# Tom Kenny
Thomas James Kenny, detto Tom (Syracuse, 13 luglio 1962), è un doppiatore, attore e comico statunitense.

## Biografia
Figlio di Paul Austin Kenny e Theresa Bridget Donigan. Da bambino amava disegnare e collezionare album di dischi alla fine degli anni '60 e '70. Ha incontrato Bobcat Goldthwait in prima elementare e sono diventati amici per tutta la vita.
Nella loro metà dell'adolescenza, videro una pubblicità per una serata open-mic allo Skaneateles che presentava il comico Barry Crimmins con il soprannome di "Bear Cat". Lui e Goldthwait sono andati all'evento e si sono esibiti sotto i soprannomi Tomcat e Bobcat, rispettivamente, come tributo ai Crimmins, dopo di che Goldthwait ha usato Bobcat come nome d'arte. Descrivendo la routine in piedi di Kenny, Goldthwait ha detto: "Tom si alzava e parlava del suo terapista e non aveva nemmeno un terapista, amava solo Woody Allen".
Kenny è andato alla Bishop Grimes Junior/Senior High School, un liceo cattolico. Dopo il college, Kenny ha recitato in cabaret in tutto il paese per circa otto anni prima di trasferirsi in altri luoghi.

## Carriera
Kenny ha recitato in molti film e programmi TV, debuttando in How I Got Into College (1989) e successivamente è apparso in film come Shakes the Clown (1991) e Comic Book: The Movie (2004). In televisione, avrebbe ospitato i segmenti "Music News" dei Friday Night Videos nei primi anni '90. È apparso in spettacoli comici di sketch The Edge che sono andati in onda su Fox dal 1992 al 1993 e Mr. Show in onda su HBO dal 1995 al 1998, entrambi i ruoli nello spettacolo erano come membri del cast regolare. Apparso su RL Stine's The Haunting Hour sulla quarta stagione episodio, "Zio Howee", come lo zio Howee, uno spettacolo per bambini ospite ad alta energia con strani poteri.
La serie, intitolata SpongeBob SquarePants, è stata presentata in anteprima su Nickelodeon il 1º maggio 1999. È diventata presto un successo commerciale. Kenny interpreta vari altri personaggi nello show, tra cui il personaggio live-action Patchy il pirata e le voci di Gary la lumaca, il narratore francese (una parodia di Jacques Cousteau) e il padre di SpongeBob (Harold SquarePants). Nel 2010, Kenny ha ricevuto con Annie Award per "Voice Acting in a Television Production" per il suo ruolo di SpongeBob in Truth or Square di SpongeBob (stagione 6, episodio 23-24). Ha anche doppiato SpongeBob nel film sequel uscito il 6 febbraio 2015. Nel 2018 e nel 2020, ha ricevuto il Daytime Emmy Award come miglior interprete in un programma d'animazione.

## Vita privata
È sposato con l'attrice e doppiatrice statunitense Jill Talley, con cui ha recitato nel videoclip degli Smashing Pumpkins Tonight, Tonight, hanno due figli, Mack (nato nel 1997) e Nora (nato nel 2003).
Per la prima volta nel 1992 mentre lavorava a The Edge. I due hanno collaborato a molte produzioni insieme, tra cui SpongeBob SquarePants (in cui Talley dà la voce a Karen Plankton).

## Filmografia parziale

### Attore

#### Cinema
- Creep Tales (1986)
- Commissione d'esame (How I Got Into College, 1989)
- Shakes the Clown (1992)
- Medusa: Dare to Be Truthful (1992)
- Donne all'attacco! (Attack of the 5 Ft. 2 Women, 1994)
- La battaglia dei sessi (Battle of the Sexes), regia di Jonathan Dayton e Valerie Faris (2017)

#### Televisione
- The Edge - serie TV (1992-1993)
- Mr. Show - serie TV (1995-1998)
- Just Shoot Me! - serie TV (1997-2003)
- True Jackson, VP - serie TV (2008)
- Talking Tom and Friends - serie TV (2015-2021)

### Doppiatore

#### Cinema
- La profezia di Kaena (Kaena: La prophétie), regia di Chris Delaporte, Pascal Pinon (2003)
- Comic Book: The Movie (2004)
- SpongeBob - Il film (The Spongebob Squarepants Movie), regia di Stephen Hillenburg (2004)
- Tom & Jerry: Fast & Furry (2005)
- Aloha, Scooby-Doo (2005)
- Transformers - La vendetta del caduto (Transformers: Revenge of the Fallen), regia di Michael Bay (2009)
- Transformers 3 (Transformers: Dark of the Moon), regia di Michael Bay (2011)
- Transformers - L'ultimo cavaliere (Transformers: The Last Knight), regia di Michael Bay (2017)
- Pinocchio di Guillermo Del Toro (Guillermo Del Toro's Pinocchio), regia di Guillermo Del Toro (2022)

#### Televisione
- Jimmy fuori di testa (Re-Animated), regia di Bruce Hurwit - film TV (2006)
- Paradise Police (Paradise PD) – serie animata (2018)
- La vita moderna di Rocko - Heffer
- SpongeBob - SpongeBob, Gary, narratore
- Due fantagenitori - Cupido
- Le Superchicche - Sindaco, narratore
- Gli amici immaginari di casa Foster - Eduardo
- Jimmy fuori di testa - Tux
- Il laboratorio di Dexter - Van Hallen
- CatDog - Dog
- I gemelli Cramp - Wayne Cramp
- Futurama - Yancy Fry
- Johnny Bravo - Carl Chryniszzswics
- Dilbert - Asok
- Brandy & Mr. Whiskers - Ed
- Camp Lazlo - Capo Scout Lumpus
- Winnie the Pooh - Tappo
- Adventure Time - Re Ghiaccio, Flambo
- Clarence - Sumo
- Uncle Grandpa - Miracoletto, Dennis
- Rick and Morty - personaggi vari
- Manny tuttofare - Sig. Lopart
- Star Wars: The Clone Wars - Nute Gunray
- Wander - Comandante Occhio
- Marvel's Guardians of the Galaxy - Il Collezionista
- Talking Tom and Friends - Talking Hank
- Brickleberry - Woody Johnson
- Teen Titans Go! - Narratore
- DuckTales (2017) - Paperoga

## Doppiatori italiani
Nelle versioni in italiano delle opere in cui ha recitato, Tom Kenny è stato doppiato da:
- Massimo Lodolo ne La battaglia dei sessi[1]
- Claudio Moneta in Spongebob[2] (Patchy, seconda voce; Spongebob animato e in Live action)
- Lorenzo Scattorin in Spongebob (Patchy, prima voce)